# بودکی پترکووسکیه
بودکی پترکووسکیه (به لهستانی:  Budki Petrykowskie) یک روستا در لهستان است که در گمینا پنگوه (استان ماسوویان) واقع شده‌است. بودکی پترکووسکیه ۸۰ نفر جمعیت دارد و ۱۸۲ متر بالاتر از سطح دریا واقع شده‌است.